# Джиневра Таддеуччі
Джиневра Таддеуччі (*нар. 3 травня 1997, Флоренція) — італійська плавчиня, призерка чемпіонату світу.